# Sesönk
Koordinaten: 37° 29′ 6,5″ N, 38° 4′ 4,4″ O

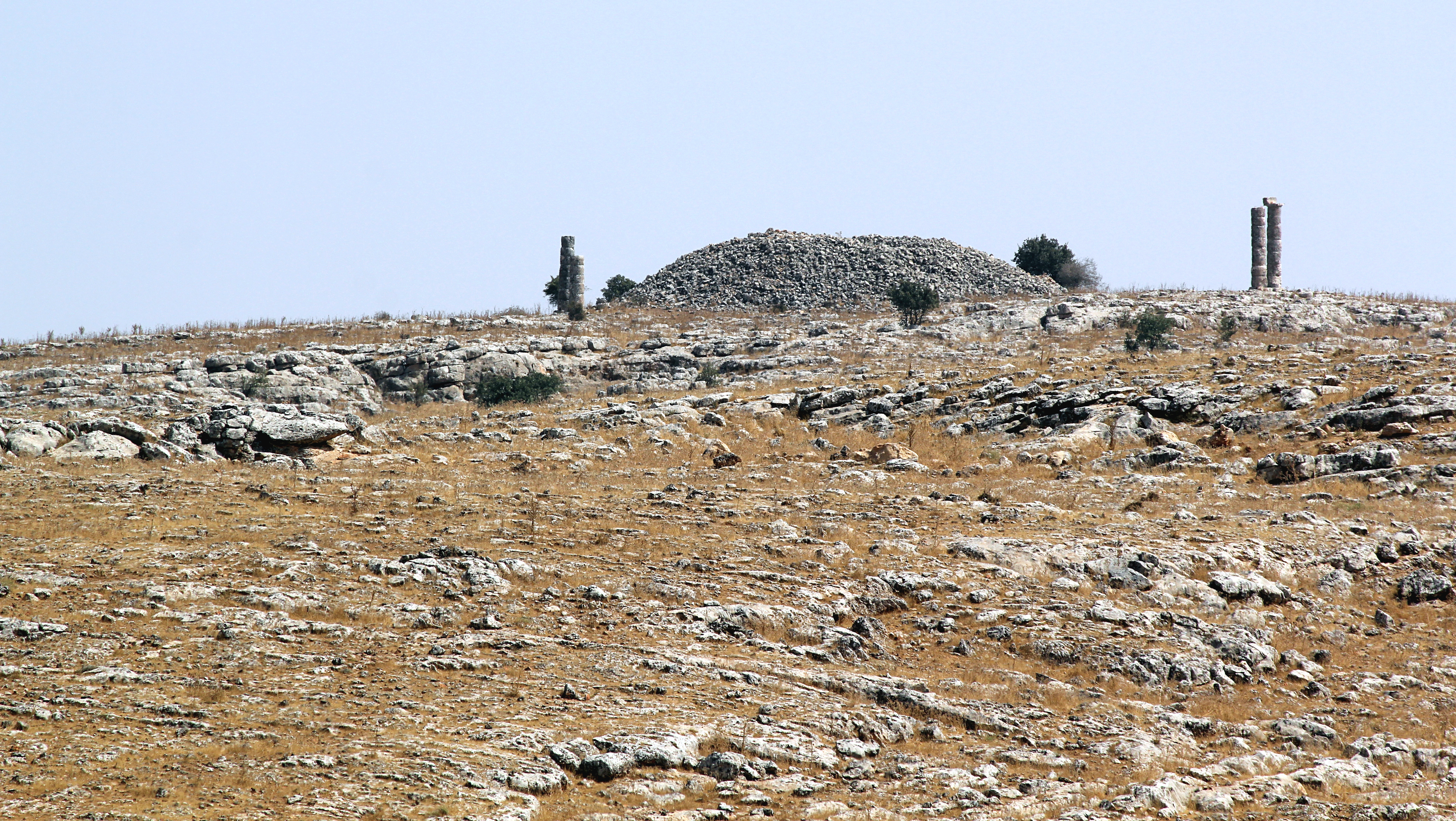
Tumulus von Sesönk von Südwesten

Sesönk (kurdisch Dreistein), auch Dikilitaş (türkisch Aufgerichteter Stein), bezeichnet einen Grabhügel aus dem 1. Jahrhundert v. Chr. oder n. Chr. im Bereich des Königreichs Kommagene im Südosten der Türkei. Möglicherweise stellt er ein Hierothesion für Mitglieder der dortigen königlichen Familie dar.

## Lage

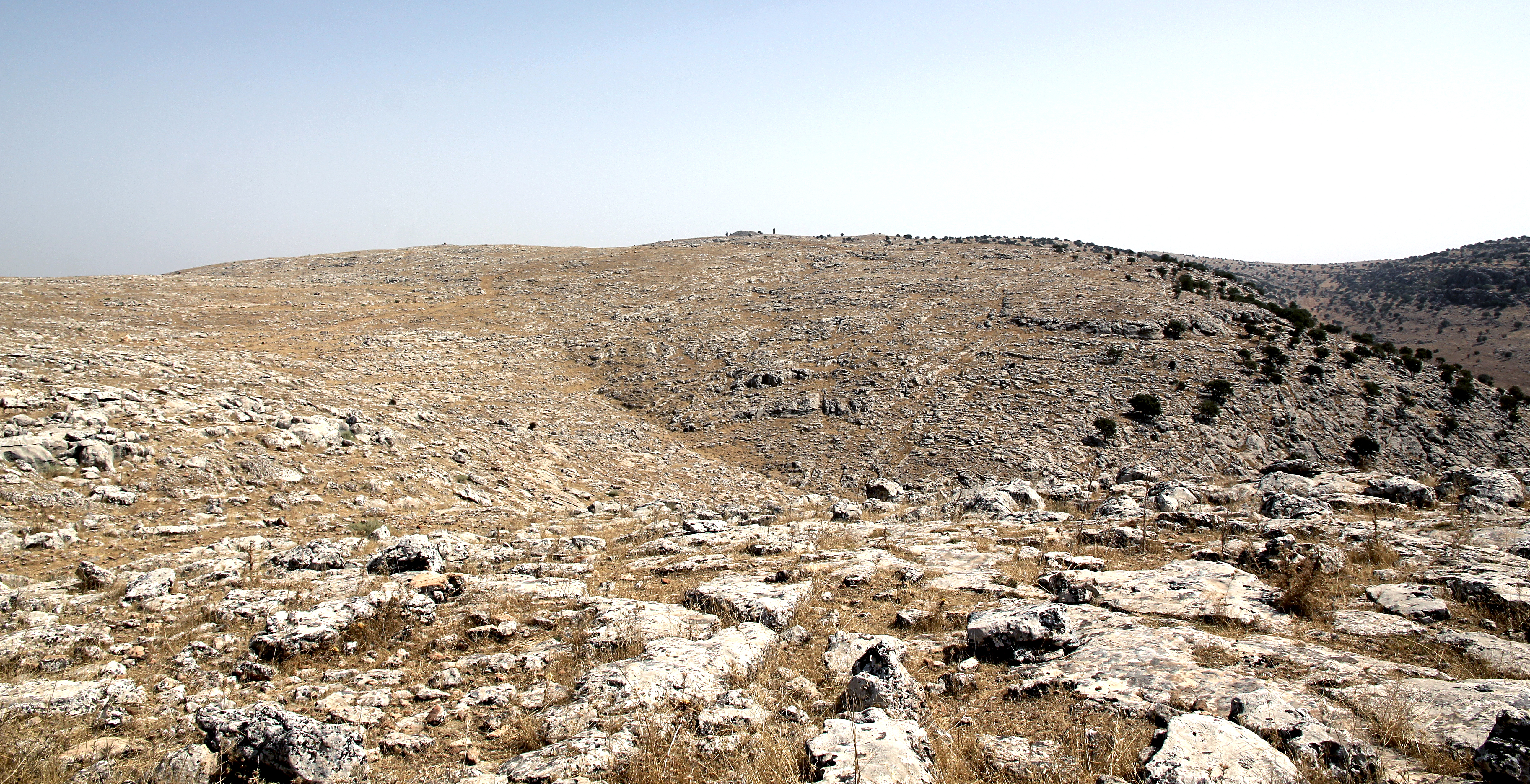
Blick auf die Umgebung von Westen

Die Anlage liegt in einem unwegsamen steinigen Hügelgelände südlich der Dörfer Zormağara und Dikilitaş im Landkreis Besni der türkischen Provinz Adıyaman. Etwa vier Kilometer südlich fließt der aus dem Atatürk-Stausee kommende Euphrat. Etwa 90 Kilometer nordöstlich liegt der bei guten Wetterbedingungen sichtbare Nemrut Dağı, das bekannteste der kommagenischen Hierothesia. Samosata, die heute vom Atatürk-Stausee überflutete Hauptstadt des Reiches, lag etwa 40 Kilometer östlich. Vom Ort Dikilitaş aus ist ein Aufstieg zum Heiligtum möglich. Eine weitere Möglichkeit, den Platz zu erreichen, besteht über einen befahrbaren Weg, der sich etwa fünf Kilometer südwestlich in die steinige Hügellandschaft schlängelt. In beiden Fällen bleibt ein beschwerlicher Fußweg von einer Stunde.

## Beschreibung
Der aus Schottersteinen künstlich aufgeschüttete Tumulus hat einen Durchmesser von 35 Metern und eine maximale Höhe von sechs Metern. Die abgeplattete Spitze ist eingesunken, wahrscheinlich durch die Aktivitäten von Grabräubern. Im Norden führt ein Dromos mit einer Treppe sechs Meter tief in eine Grabkammer. Diese ist rechteckig und in den anstehenden Felsen gehauen. An den Seiten befinden sich drei rechteckige Grablegen, die mit einfachen Profilen gerahmt sind. An der Rückwand ist die Nische durch einen verschütteten Tunnel gestört, der nachträglich angelegt wurde und dessen Zweck unklar ist. Nach Aussagen der Dorfbewohner führte er bis zum Euphrat. Nordwestlich des Hügels ist ein mindestens elf Meter tiefer Schacht von 2,55 × 1,65 Metern mit Steigvorrichtungen in den Wänden in den Felsen getrieben. Carl Humann und Otto Puchstein, die Entdecker des Ortes, vermuteten den Zugang zu einer Zisterne, andere Forscher halten eine zweite Grabkammer für möglich. Im Nordwesten, Nordosten und Süden wird der Tumulus von drei unkannelierten Säulenpaaren aus Kalkstein mit dorischen Kapitellen flankiert. Zwei stehen noch weitgehend aufrecht, eins der Kapitelle ist noch in situ. Sie stehen auf quadratischen Plinthen und waren mit einem einfachen Architrav verbunden, der aus zwei aufeinanderliegenden Steinbalken bestand und offenbar Skulpturen trug. Von diesen Skulpturen sind einige abgestürzte Reste erhalten. Darunter ist vor allem eine Sitzgruppe von zwei Personen erwähnenswert, die nach der Rekonstruktion von Humann und Puchstein von zwei Adlerfiguren eingerahmt wurden. Sie hat eine erhaltene Höhe von 1,10 Metern und ist heute in zwei Teile gebrochen. Die Köpfe fehlen und auch die Körper sind in schlechtem Zustand. Beide sitzen auf einem gemeinsamen Thron und sind mit einem griechischen Mantel bekleidet. Die linke Figur wurde von Humann und Puchstein als weiblich identifiziert, sie hielt einen Arm unter dem Gewand auf dem Schoß. Die rechte, männliche, trug einen Gegenstand in der linken, auf dem Knie ruhenden Hand, den sie für einen Barsom hielten. Auch von Adler- und Löwendarstellungen wurden Fragmente gefunden, ebenso ein Plinthenrest, den sie als Teil eines Throns interpretierten. Nur wenige Meter nordwestlich des Hügels liegt ein kleiner Steinbruch, in dem die Steine für die Säulentrommeln und die Skulpturen gebrochen wurden.

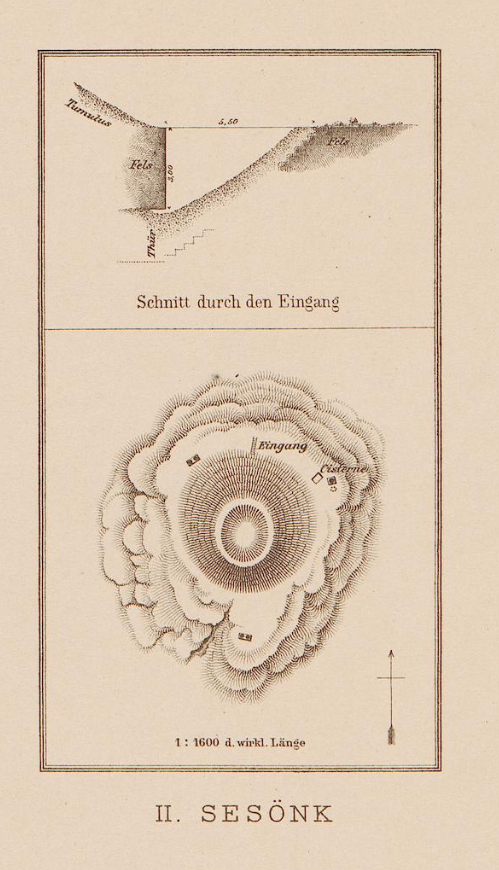
Plan und Schnitt des Hügels von Humann und Puchstein
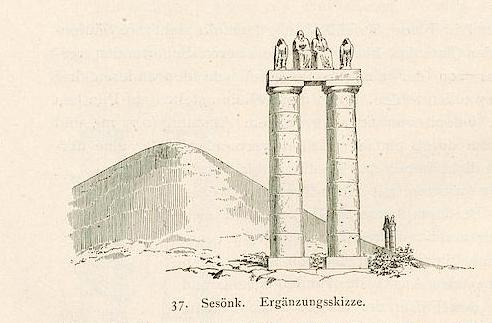
Rekonstruktion
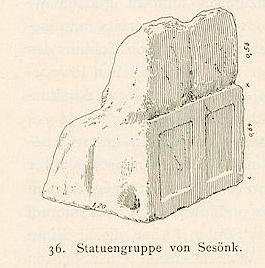
Sitzgruppe

## Forschungsgeschichte und Deutung
Am 27. April 1882 entdeckte Otto Puchstein gemeinsam mit Charles Sester zum ersten Mal ostwärts auf dem fast horizontalen Kamm … eine kleine tumulusartige Erhöhung … , die, wie sich mehr erraten als deutlich wahrnehmen ließ, von zwei Säulen eingerahmt war. Am 1. Juli desselben Jahres bestieg er mit Carl Humann erstmals den Bergrücken. Ihre Beschreibung veröffentlichten sie in ihrem Reisebericht Reisen in Kleinasien und Nordsyrien. Danach verging fast ein Jahrhundert, bis das Grabheiligtum erneut von Forschern besucht wurde. Dazu gehörten in den 1970er- und 1980er-Jahren der Kunsthistoriker John H. Young, der Althistoriker Friedrich Karl Dörner, der Archäologe Jörg Wagner und der Klassische Archäologe Wolfram Hoepfner. In den 2000er-Jahren untersuchte Michael Blömer, Archäologe bei der Forschungsstelle Asia Minor der Universität Münster, die sich unter anderem der Erforschung von Kommagene gewidmet hat, den Tumulus und die Skulpturen, wobei er einige der vorherigen Interpretationen in Frage stellte.
Humann und Puchstein hatten die Grabanlage als weiteres Hierothesion von Angehörigen der königlichen Familie von Kommagene gedeutet. Sie vermuteten als Bestattete Laodike, die Gemahlin von Mithridates I. und Mutter von Antiochos I., dem Erbauer des Nemrut Dağı. Wagner sowie Young hielten dagegen Mithridates II., den Sohn und Nachfolger Antiochos’, für wahrscheinlicher, lediglich Hoepfner hielt es ebenfalls für möglich, dass es sich um das Grab von Angehörigen einer hochgestellten kommagenischen Adelsfamilie handelt. Die Festlegung auf die Königsfamilie war zum einen in den Ähnlichkeiten zum Hierothesion von Karakuş begründet, zum anderen in der Auslegung der Skulpturengruppe. Blömer zeigte auf, dass schon der Größe wegen nicht die rechte, sondern die linke Person männlich sei. Somit könne auch der Gegenstand in der Hand nicht als Barsom – und damit als Herrschersymbol – gedeutet werden, sondern stelle eher eine Rolle oder ähnliches dar, was für die Rolle der abgebildeten Frau im Haushalt kennzeichnend sei. Außerdem stellte er deutliche Unterschiede zum Karakuş heraus, so ist dort die Grabkammer im Tumulus integriert, während in Sesönk der Hügel über der als Hypogäum darunterliegenden Kammer aufgeschüttet ist und daher eher als Grabmarker dient. Die schlichte Ausstattung der Grabkammer gleicht der von zahlreichen anderen römischen Gräbern in Syrien und Südanatolien. Auch die Zusammenstellung von Grabhügel und Säulenmonumenten ist aus Syrien und Kilikien bekannt. Eine zwingende Verbindung zwischen dem Grabmonument von Sesönk und der Herrscherfamilie sieht Blömer somit nicht als gegeben an. Auch die Datierung ins 1. Jahrhundert v. Chr. ist damit nicht mehr belegt, ähnliche Grabstätten römischer Herkunft sind auch aus dem 1. Jahrhundert n. Chr. bekannt. Das Fehlen von inschriftlichen Zeugnissen bei dem Grabmal macht die Entscheidung dieser Frage unmöglich.